# Carex mertensii
Carex mertensii là một loài thực vật có hoa trong họ Cói. Loài này được Prescott ex Bong. mô tả khoa học đầu tiên năm 1833.

## Hình ảnh

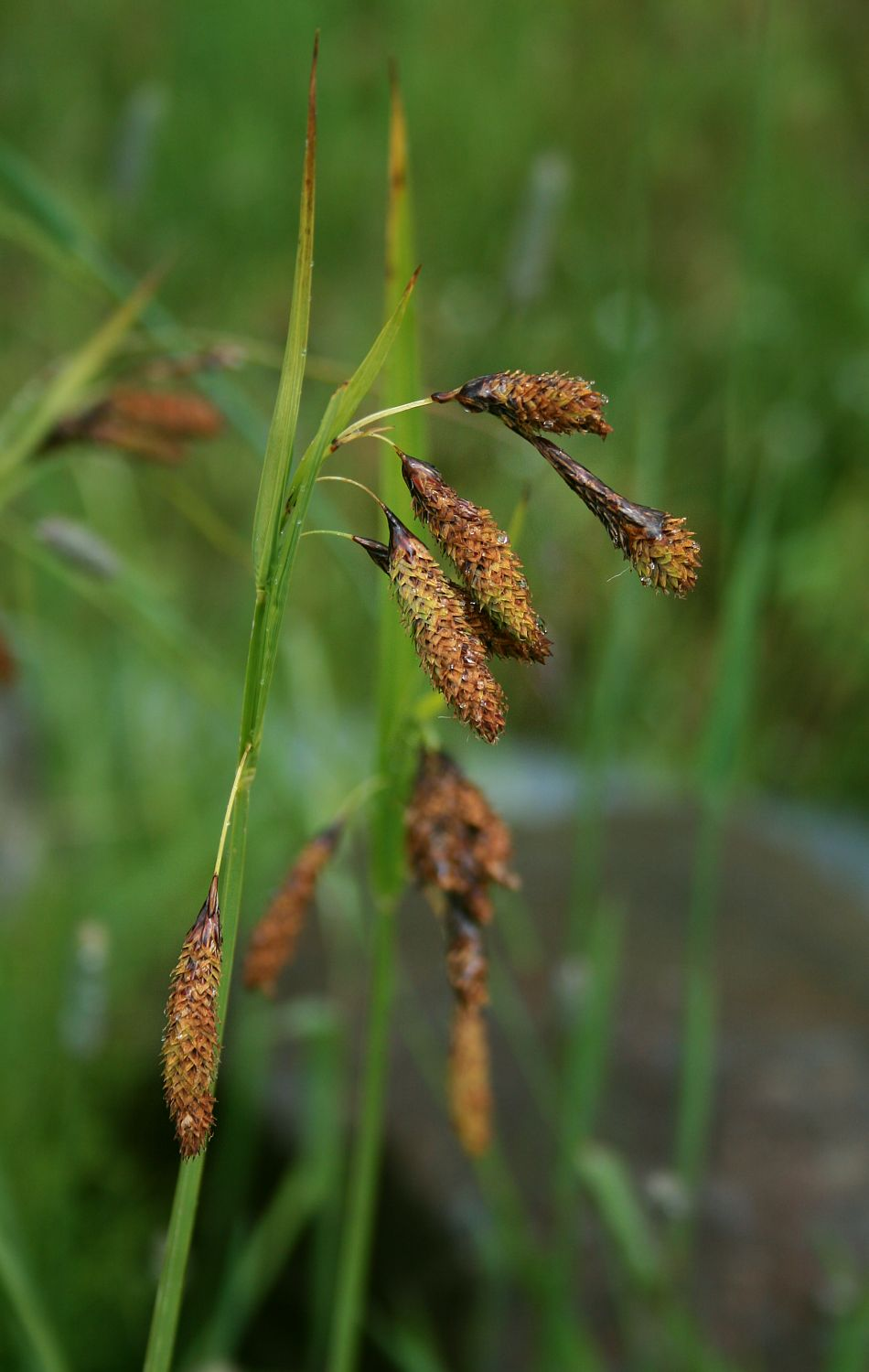
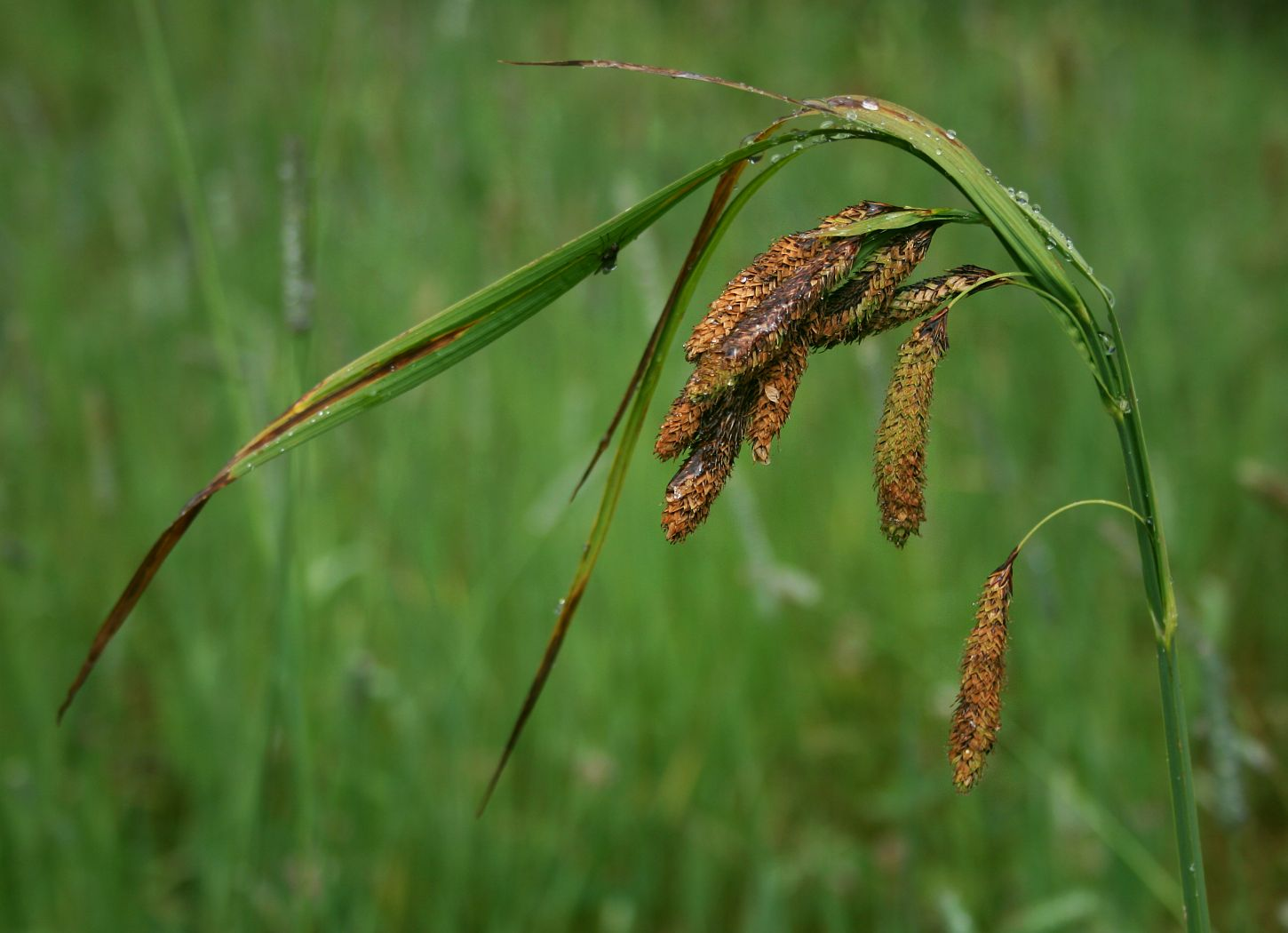
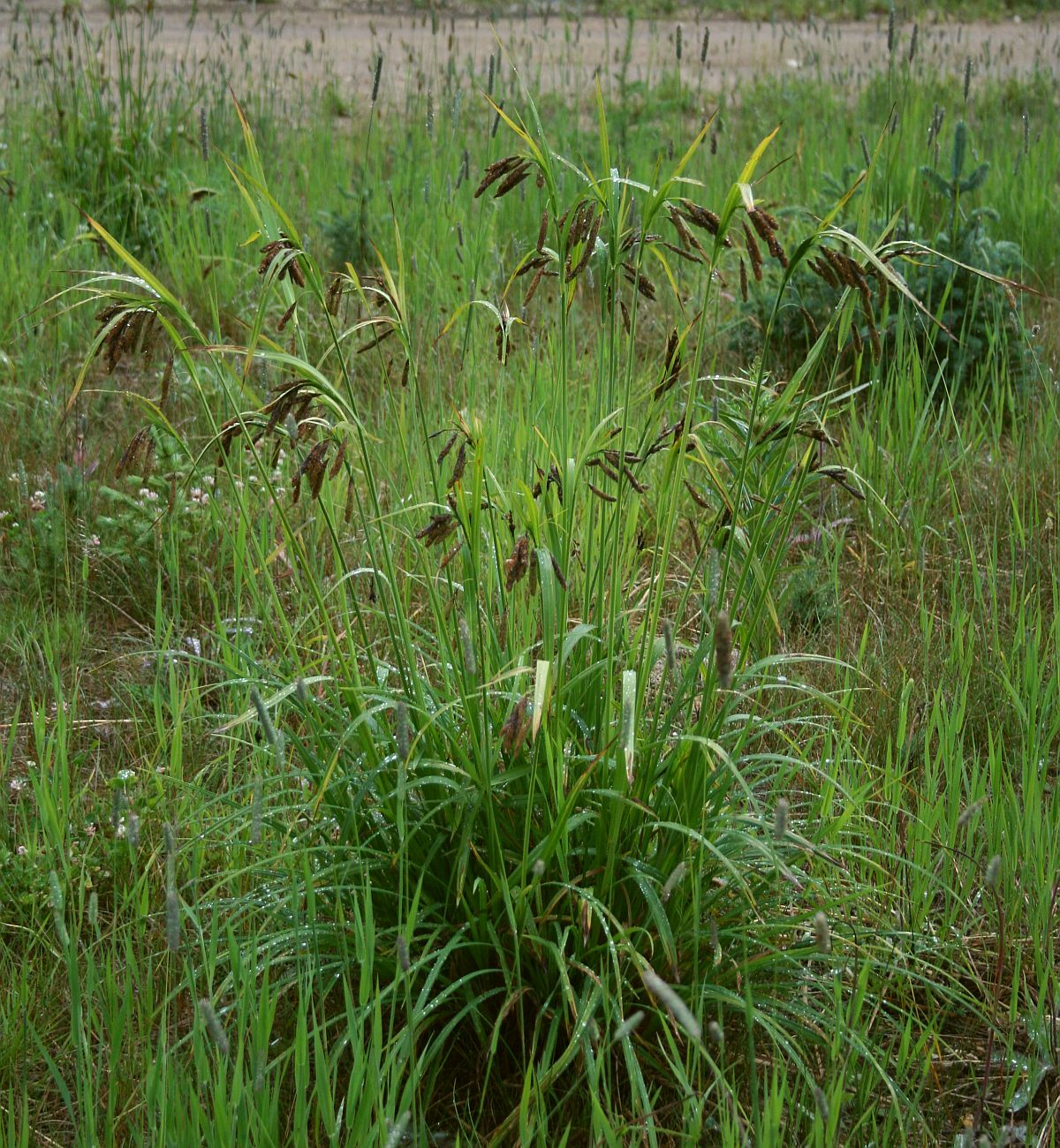